# Kanmu Tennō
 Kanmu Tennō (桓武天皇?) (737-806) fue el 50° quincuagésimo emperador de Japón de acuerdo con el orden de sucesión tradicional.
Durante su reinado (781–806) la capital se trasladó de Heijō-kyō en Nara, primero a Nagaoka-kyō y más tarde a Heian-kyō en Kioto. Esto marca el comienzo de la era Heian de la historia japonesa. Fue un emperador activo que dispuso nuevas organizaciones gubernamentales y luchó contra las tribus Ezo del norte del país.

## Política
Los primeros apoyos al budismo, que empezaron con el Príncipe Shōtoku (574-622), llevaron a una politización general del clero, además de un incremento en las intrigas y la corrupción. En 784 Kanmu trasladó su capital de Nara a Nagaoka, un movimiento diseñado para dejar a los poderosos budistas de Nara al margen de la política estatal, pues aunque la capital se trasladó, los grandes templos budistas y sus regentes siguieron en Nara. Además promulgó una larga serie de edictos que trataban de limitar el número de sacerdotes budistas y la construcción de templos de clanes. Sin embargo el traslado fue desastroso, y le sucedieron una serie de desastres naturales, incluyendo la inundación de media ciudad. En 785 el arquitecto principal de la nueva capital y favorito real, Fujiwara no Tanetsugu, sería asesinado.
Mientras tanto, los ejércitos de Kanmu fueron extendiendo las fronteras del imperio. Esto llevó a una revuelta y, en 789, a una derrota importante de las tropas de Kanmu. En 798 también cundió el hambre; las calles de la capital se inundaron de enfermos, y la gente evitó ser enrolada en el ejército, o en los trabajos forzados. Muchos se hicieron pasar por sacerdotes budistas por estas razones. En 794 Kanmu súbitamente trasladó de nuevo la capital, esta vez a Heian-kyō, la moderna Kioto. El cambio fue tan abrupto que trajo consigo nueva confusión entre el pueblo.
Políticamente Kanmu apuntaló su gobierno cambiando el programa de estudios de la universidad. La ideología confuciana aún proporcionaba la razón de existir del gobierno imperial. En 784 Kanmu autorizó la enseñanza de un nuevo curso basado en los Anales de primavera y otoño con dos comentarios nuevos: Kung-yang y Ku-liang. Estos comentarios empleaban retórica política para promover un estado en el que el emperador, como "Hijo del cielo", debía extender su influencia a las tierras bárbaras. En 798 los dos comentarios pasaron a ser lectura obligatoria en la universidad gubernamental.
Kanmu también apoyó los viajes de los monjes Saichō y Kūkai a China, desde donde volvieron para fundar las ramas japonesas de, respectivamente, la Escuela Budista del Tiantai (Tendaishū) y el Budismo Shingon.

## Genealogía
Kanmu fue hijo del Emperador Kōnin. 
De acuerdo con el Shoku Nihongi (続日本紀), la madre del Emperador Kanmu, Yamato no Niigasa, posteriormente Takano no Niigasa, era descendiente del rey Muryeong de Baekje, Corea. Kanmu nació tras el ascenso de su padre Kōnin al trono. Tras este acontecimiento, el medio hermano de Kanmu fue nombrado príncipe de la corona. Pero en lugar de su medio hermano, sería Kanmu el que sucedería finalmente a su padre.
Más tarde, cuando llegó al trono, Kanmu designó a su hermano menor, el príncipe Sawara, cuya madre era Takano no Niigasa, como príncipe de la corona. El príncipe Sawara fue posteriormente expulsado, y murió en el exilio.
Kanmu tuvo muchas consortes y concubinas, y en consecuencia tuvo muchos hijos e hijas. Entre ellos, tres hijos serían finalmente emperadores: Heizei Tennō, Saga Tennō y Junna Tennō. La Emperatriz de Kanmu era Fujiwara no Otomuro.
Algunos de sus descendientes (conocidos como Kanmu Taira o Kanmu Heishi) tomaron el título hereditario de los Taira, y en generaciones posteriores serían guerreros prominentes. Por ejemplo: Taira no Masakado, Taira no Kiyomori, y el clan Hōjō. El poeta waka Ariwara no Narihira fue uno de sus nietos.